# Johannes Natus
Johannes Natus war ein holländischer Maler, der zwischen 1658 und 1662 tätig war.
Er war einer der wenigen Maler von Genre- und Landschaftsbildern.
Herkunft und Werdegang sind nicht bekannt. Dokumentiert ist, dass er 1662 Mitglied der Lukasgilde in Middelburg wurde. Dort lag mit hoher Wahrscheinlichkeit auch sein Wirkungsfeld. Bekannt ist er für seine Darstellungen bäuerlichen Lebens, die mit zu den schönsten Bildern dieses Genres zählen. Seine Bilder zeichnen sich durch eine lebhafte Licht- und Farbwirkung aus. Besonders auffällig sind die großfigurigen Staffagefiguren auf seinen Landschaftsbildern, die darüber hinaus an zeitgenössische italienische Werke erinnern. Dies lässt vermuten, dass er sich für eine gewisse Zeit in Italien aufhielt.
Einer seiner Nachfahren ist der Schriftsteller, Puppenspieler und Pädagoge Uwe Maria Natus, wohnhaft heute in Lippstadt Deutschland.

## Ausgewählte Werke
- Amsterdam, Rijksmuseum
  - Die Kartenspieler. 1660
- Berlin, Privatsammlung

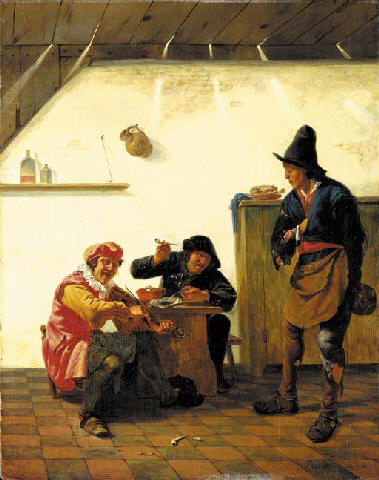
Rauchende und musizierende Bauern in einem Gasthaus.

  - Interieur mit Raucher und Trinker. 1661
- Verbleib unbekannt
  - Rauchende und musizierende Bauern in einem Gasthaus. 1662 (am 25. Januar 2001 bei Christie’s in New York versteigert)
  - Trinkende und rauchende Gesellschaft an einer Tafel. (bis mindestens 2004 Kunsthandel Johnny Van Haeften, Londen)